# The Neighbourhood/Diskografie
Diese Diskografie ist eine Übersicht über die musikalischen Werke der US-amerikanischen Alternative-Rock-Band The Neighbourhood. Den Schallplattenauszeichnungen zufolge hat sie bisher mehr als 32,9 Millionen Tonträger verkauft, davon allein in ihrer Heimat über 22 Millionen. Ihre erfolgreichste Veröffentlichung ist die Single Sweater Weather mit über 16 Millionen verkauften Einheiten.

## Alben

### Studioalben
| Jahr | Titel Musiklabel                                                                                            | Höchstplatzierung, Gesamtwochen, AuszeichnungChartplatzierungen (Jahr, Titel, Musiklabel, Platzierungen, Wochen, Auszeichnungen, Anmerkungen) | Höchstplatzierung, Gesamtwochen, AuszeichnungChartplatzierungen (Jahr, Titel, Musiklabel, Platzierungen, Wochen, Auszeichnungen, Anmerkungen) | Höchstplatzierung, Gesamtwochen, AuszeichnungChartplatzierungen (Jahr, Titel, Musiklabel, Platzierungen, Wochen, Auszeichnungen, Anmerkungen) | Höchstplatzierung, Gesamtwochen, AuszeichnungChartplatzierungen (Jahr, Titel, Musiklabel, Platzierungen, Wochen, Auszeichnungen, Anmerkungen) | Höchstplatzierung, Gesamtwochen, AuszeichnungChartplatzierungen (Jahr, Titel, Musiklabel, Platzierungen, Wochen, Auszeichnungen, Anmerkungen) | Anmerkungen                                                |
| Jahr | Titel Musiklabel                                                                                            | DE | AT | CH | UK | US | Anmerkungen                                                |
| ---- | --- | --- | --- | --- | --- | --- | ---------------------------------------------------------- |
| 2013 | I Love You. Columbia Records (Sony)                                                                         | — | — | — | UK72 Gold · (1 Wo.)UK | US25 Platin · (54 Wo.)US | Erstveröffentlichung: 19. April 2013 Verkäufe: + 1.285.000 |
| 2015 | Wiped Out! Columbia Records (Sony)                                                                          | — | — | — | UK86 Gold · (1 Wo.)UK | US13 Gold · (4 Wo.)US | Erstveröffentlichung: 30. Oktober 2015 Verkäufe: + 717.500 |
| 2018 | The Neighbourhood auch bekannt als: Hard to Imagine The Neighbourhood Ever Changing Columbia Records (Sony) | — | — | CH60 a (20 Wo.)CH | UK— GoldUK | US61 Gold · (1 Wo.)US | Erstveröffentlichung: 9. März 2018 Verkäufe: + 785.000     |
| 2020 | Chip Chrome & the Mono-Tones Columbia Records (Sony)                                                        | — | — | — | — | — | Erstveröffentlichung: 13. November 2020 Verkäufe: + 20.000 |

### Remixalben
| Jahr | Titel Album                                               | Anmerkungen                            |
| ---- | --------------------------------------------------------- | -------------------------------------- |
| 2013 | I Love You. (Chopped Not Slopped) Columbia Records (Sony) | Erstveröffentlichung: 28. Oktober 2013 |
| 2023 | I Love You. (Slowed Down) Columbia Records (Sony)         | Erstveröffentlichung: 28. April 2023   |
| 2023 | I Love You. (Sped Up) Columbia Records (Sony)             | Erstveröffentlichung: 28. April 2023   |

### Mixtapes
| Jahr | Titel Album                         | Anmerkungen                             |
| ---- | ----------------------------------- | --------------------------------------- |
| 2014 | #000000 & #FFFFFF Crossover Records | Erstveröffentlichung: 28. November 2014 |

### EPs
| Jahr | Titel Musiklabel                            | Höchstplatzierung, Gesamtwochen, AuszeichnungChartplatzierungen (Jahr, Titel, Musiklabel, Platzierungen, Wochen, Auszeichnungen, Anmerkungen) | Höchstplatzierung, Gesamtwochen, AuszeichnungChartplatzierungen (Jahr, Titel, Musiklabel, Platzierungen, Wochen, Auszeichnungen, Anmerkungen) | Höchstplatzierung, Gesamtwochen, AuszeichnungChartplatzierungen (Jahr, Titel, Musiklabel, Platzierungen, Wochen, Auszeichnungen, Anmerkungen) | Höchstplatzierung, Gesamtwochen, AuszeichnungChartplatzierungen (Jahr, Titel, Musiklabel, Platzierungen, Wochen, Auszeichnungen, Anmerkungen) | Höchstplatzierung, Gesamtwochen, AuszeichnungChartplatzierungen (Jahr, Titel, Musiklabel, Platzierungen, Wochen, Auszeichnungen, Anmerkungen) | Anmerkungen                              |
| Jahr | Titel Musiklabel                            | DE | AT | CH | UK | US | Anmerkungen                              |
| ---- | ------------------------------------------- | --- | --- | --- | --- | --- | ---------------------------------------- |
| 2012 | I’m Sorry … Columbia Records (Sony)         | — | — | — | — | — | Erstveröffentlichung: 7. August 2012     |
| 2012 | Thank You, Columbia Records (Sony)          | — | — | — | — | — | Erstveröffentlichung: 18. Dezember 2012  |
| 2013 | The Love Collection Columbia Records (Sony) | — | — | — | — | — | Erstveröffentlichung: 10. Dezember 2013  |
| 2017 | Hard Columbia Records (Sony)                | — | — | — | — | US183 (1 Wo.)US | Erstveröffentlichung: 22. September 2017 |
| 2018 | To Imagine Columbia Records (Sony)          | — | — | — | — | — | Erstveröffentlichung: 12. Januar 2018    |
| 2018 | Hard to Imagine Columbia Records (Sony)     | — | — | — | — | — | Erstveröffentlichung: 9. März 2018       |
| 2018 | Ever Changing Columbia Records (Sony)       | — | — | — | — | — | Erstveröffentlichung: 21. September 2018 |

## Singles
| Jahr | Titel Album                                              | Höchstplatzierung, Gesamtwochen, AuszeichnungChartplatzierungen (Jahr, Titel, Album, Platzierungen, Wochen, Auszeichnungen, Anmerkungen) | Höchstplatzierung, Gesamtwochen, AuszeichnungChartplatzierungen (Jahr, Titel, Album, Platzierungen, Wochen, Auszeichnungen, Anmerkungen) | Höchstplatzierung, Gesamtwochen, AuszeichnungChartplatzierungen (Jahr, Titel, Album, Platzierungen, Wochen, Auszeichnungen, Anmerkungen) | Höchstplatzierung, Gesamtwochen, AuszeichnungChartplatzierungen (Jahr, Titel, Album, Platzierungen, Wochen, Auszeichnungen, Anmerkungen) | Höchstplatzierung, Gesamtwochen, AuszeichnungChartplatzierungen (Jahr, Titel, Album, Platzierungen, Wochen, Auszeichnungen, Anmerkungen) | Anmerkungen                                                   |
| Jahr | Titel Album                                              | DE | AT | CH | UK | US | Anmerkungen                                                   |
| --- | -------------------------------------------------------- | --- | --- | --- | --- | --- | ------------------------------------------------------------- |
| 2012 | Sweater Weather I Love You                               | DE57 b ×3Dreifachgold · (44 Wo.)DE | AT37 b (54 Wo.)AT | CH42 b (57 Wo.)CH | UK49 ×3Dreifachplatin · (22 Wo.)UK | US14 Diamant + Platin · (37 Wo.)US | Erstveröffentlichung: 14. Mai 2012 Verkäufe: + 16.094.000     |
| 2012 | Female Robbery I Love You                                | — | — | — | — | US— GoldUS | Erstveröffentlichung: 7. August 2012 Verkäufe: + 500.000      |
| 2014 | Let It Go I Love You                                     | — | — | — | — | — | Erstveröffentlichung: 9. Mai 2014                             |
| 2014 | #Icanteven #000000 & #FFFFFF                             | — | — | — | — | — | Erstveröffentlichung: 24. November 2014 feat. French Montana  |
| 2015 | R.I.P. 2 My Youth Wiped Out!                             | — | — | — | UK85 (1 Wo.)UK | US— GoldUS | Erstveröffentlichung: 20. August 2015 Verkäufe: + 565.000     |
| 2015 | The Beach Wiped Out!                                     | — | — | — | — | — | Erstveröffentlichung: 24. September 2015 Verkäufe: + 830.000  |
| 2015 | Prey Wiped Out!                                          | — | — | — | — | — | Erstveröffentlichung: 16. Oktober 2015                        |
| 2015 | Daddy Issues Wiped Out!                                  | — | — | — | — | — | Erstveröffentlichung: 13. November 2015 Verkäufe: + 4.560.000 |
| 2016 | Wiped Out!                                               | — | — | — | — | — | Erstveröffentlichung: 29. Februar 2016                        |
| 2017 | Scary Love The Neighbourhood                             | — | — | — | — | — | Erstveröffentlichung: 5. Dezember 2017                        |
| 2017 | Stuck with Me The Neighbourhood                          | — | — | — | — | — | Erstveröffentlichung: 15. Dezember 2017                       |
| 2018 | Void The Neighbourhood                                   | — | — | — | — | — | Erstveröffentlichung: 16. Februar 2018                        |
| 2018 | Nervous The Neighbourhood                                | — | — | — | — | — | Erstveröffentlichung: 3. März 2018 Verkäufe: + 25.000         |
| 2019 | Middle of Somewhere Chip Chrome & The Mono-Tones         | — | — | — | — | — | Erstveröffentlichung: 16. August 2019                         |
| 2019 | Yellow Box Death Stranding: Timefall (O.S.T.)            | — | — | — | — | — | Erstveröffentlichung: 10. Oktober 2019                        |
| 2020 | Cherry Flavoured Chip Chrome & The Mono-Tones            | — | — | — | — | — | Erstveröffentlichung: 31. Juli 2020                           |
| 2020 | Devil’s Advocate Chip Chrome & The Mono-Tones            | — | — | — | — | — | Erstveröffentlichung: 21. August 2020                         |
| 2020 | Pretty Boy Chip Chrome & The Mono-Tones                  | — | — | — | — | — | Erstveröffentlichung: 28. August 2020                         |
| 2020 | Stargazing Chip Chrome & The Mono-Tones (Deluxe Edition) | — | — | — | — | — | Erstveröffentlichung: 11. Dezember 2020 Verkäufe: + 540.000   |
| 2021 | Fallen Star –                                            | — | — | — | — | — | Erstveröffentlichung: 1. Oktober 2021                         |
| 2024 | Jealou$y (Sped Up) –                                     | — | — | — | — | — | Erstveröffentlichung: 2. Februar 2024                         |
| Folgende Lieder erschienen nicht als Single, wurden aber durch das Album zum Download und Streaming bereitgestellt und konnten somit eine Platzierung erlangen: |                                                          | | | | | |                                                               |
| |                                                          | | | | | |                                                               |
| 2022 | Softcore The Neighbourhood                               | DE45 Gold · (14 Wo.)DE | AT32 (14 Wo.)AT | CH33 (14 Wo.)CH | UK51 Platin · (3 Wo.)UK | US— PlatinUS | Charteinstieg: 14. Januar 2022 Verkäufe: + 2.285.000          |

## Musikvideos
| Jahr | Titel               | Regie                             |
| ---- | ------------------- | --------------------------------- |
| 2012 | Female Robbery      | Daniel Iglesias Jr., Zack Sekuler |
| 2012 | Let It Go           | Daniel Iglesias Jr., Zack Sekuler |
| 2012 | A Little Death      | Daniel Iglesias Jr.               |
| 2013 | Sweater Weather     | Daniel Iglesias Jr., Zack Sekuler |
| 2013 | Afraid              | Daniel Iglesias Jr., Zack Sekuler |
| 2014 | Lurk                |                                   |
| 2015 | #Icanteven          | Eif Rivera                        |
| 2015 | Dangerou$           | Daniel Iglesias Jr.               |
| 2015 | Warm                | Dexter Navy                       |
| 2015 | R.I.P. 2 My Youth   | Hype Williams                     |
| 2016 | Daddy Issues        | Warren Kommers                    |
| 2018 | Hard to Imagine     | Jack Begert                       |
| 2018 | Scary Love          | Jennifer Juniper Stratford        |
| 2019 | Middle of Somewhere | Alex McDonell                     |
| 2020 | Cherry Flavoured    | Chris M. Wilson                   |
| 2020 | Devil’s Advocate    | Adam Baldwin, Calvin Tay Reboya   |
| 2020 | Pretty Boy          | Ramez Silyan                      |
| 2020 | Lost in Translation | Mowgly Lee                        |
| 2020 | Hell or High Water  | Daniel Iglesias Jr.               |
| 2020 | Stargazing          | Ramez Silyan                      |

## Promoveröffentlichungen
| Jahr | Titel Album                                      | Anmerkungen |
| ---- | ------------------------------------------------ | --- |
| 2013 | West Coast / Every Minute –                      | Erstveröffentlichung: 20. Mai 2013 Split-Single: The Neighbourhood / Lovelife Vertrieb nur während der The Love Collection Tour |
| 2013 | Afraid I Love You                                | Erstveröffentlichung: Oktober 2013 · Verkäufe: + 1.200.000; US: Platin; UK: Silber                                              |
| 2020 | Lost in Translation Chip Chrome & the Mono-Tones | Erstveröffentlichung: 2020 |

## Sonderveröffentlichungen

### Alben
| Jahr | Titel Album                                        | Anmerkungen                                                             |
| ---- | -------------------------------------------------- | ----------------------------------------------------------------------- |
| 2012 | Daytrotter Session Daytrotter Records (Daytrotter) | Erstveröffentlichung: 21. Juni 2012 Teil der „Daytrotter-Session“-Reihe |
| 2013 | Spotify Sessions Colmbia Records (Sony)            | Erstveröffentlichung: 18. Juni 2013 Teil der „Spotify-Sessions“-Reihe   |

### Lieder
| Jahr | Titel Album                 | Anmerkungen                                                        |
| ---- | --------------------------- | ------------------------------------------------------------------ |
| 2022 | No Escape Disco4 :: Part II | Erstveröffentlichung: 8. April 2022 Health feat. The Neighbourhood |

| Jahr | Titel Soundtrack                                 | Anmerkungen                            |
| ---- | ------------------------------------------------ | -------------------------------------- |
| 2014 | Honest The Amazing Spider-Man 2: Rise of Electro | Erstveröffentlichung: 22. April 2014   |
| 2019 | Yellow Box Death Stranding: Timefall             | Erstveröffentlichung: 7. November 2019 |

## Statistik

### Chartauswertung
|                     | DE    | AT    | CH    | UK    | US    |
| ------------------- | ----- | ----- | ----- | ----- | ----- |
| Nummer-eins-Alben   | DE—DE | AT—AT | CH—CH | UK—UK | US—US |
| Top-10-Alben        | DE—DE | AT—AT | CH—CH | UK—UK | US—US |
| Alben in den Charts | DE—DE | AT—AT | CH1CH | UK2UK | US4US |

|                       | DE    | AT    | CH    | UK    | US    |
| --------------------- | ----- | ----- | ----- | ----- | ----- |
| Nummer-eins-Singles   | DE—DE | AT—AT | CH—CH | UK—UK | US—US |
| Top-10-Singles        | DE—DE | AT—AT | CH—CH | UK—UK | US—US |
| Singles in den Charts | DE2DE | AT2AT | CH2CH | UK3UK | US1US |

### Auszeichnungen für Musikverkäufe
Die Lieder Cry Baby (+ 1.150.000 Verkäufe), Reflections (+ 350.000), Wires (+ 500.000) und You Get Me So High (+ 1.530.000) wurden weder als Singles veröffentlicht, noch konnten sie aufgrund von Downloads oder Streaming die Charts erreichen. Dennoch erhielten diese Schallplattenauszeichnungen für nachweisliche Verkäufe.
| Land/RegionAuszeichnungen für Musikverkäufe (Land/Region, Auszeichnungen, Verkäufe, Quellen) | Silber     | Gold       | Platin       | Diamant     | Verkäufe   | Quellen              |
| -------------------------------------------------------------------------------------------- | ---------- | ---------- | ------------ | ----------- | ---------- | -------------------- |
| Australien (ARIA)                                                                            | —          | Gold1      | Platin1      | —           | 105.000    | aria.com.au          |
| Brasilien (PMB)                                                                              | —          | Gold1      | 5× Platin5   | —           | 220.000    | pro-musicabr.org.br  |
| Dänemark (IFPI)                                                                              | —          | 5× Gold5   | 2× Platin2   | —           | 300.000    | ifpi.dk              |
| Deutschland (BVMI)                                                                           | —          | 3× Gold3   | Platin1      | —           | 1.300.000  | musikindustrie.de    |
| Frankreich (SNEP)                                                                            | —          | Gold1      | Platin1      | —           | 300.000    | snepmusique.com      |
| Griechenland (IFPI)                                                                          | —          | —          | 2× Platin2   | Diamant1    | 140.000    | Einzelnachweise      |
| Italien (FIMI)                                                                               | —          | 2× Gold2   | 2× Platin2   | —           | 300.000    | fimi.it              |
| Kanada (MC)                                                                                  | —          | 4× Gold4   | 5× Platin5   | Diamant1    | 1.360.000  | musiccanada.com      |
| Mexiko (AMPROFON)                                                                            | —          | Gold1      | Platin1      | Diamant1    | 390.000    | amprofon.com.mx      |
| Neuseeland (RMNZ)                                                                            | —          | Gold1      | 11× Platin11 | —           | 307.500    | radioscope.co.nz NZ2 |
| Polen (ZPAV)                                                                                 | —          | 2× Gold2   | 19× Platin19 | —           | 720.000    | olis.pl              |
| Portugal (AFP)                                                                               | —          | —          | 9× Platin9   | —           | 90.000     | Einzelnachweise      |
| Schweden (IFPI)                                                                              | —          | —          | 3× Platin3   | —           | 240.000    | sverigetopplistan.se |
| Spanien (Promusicae)                                                                         | —          | Gold1      | 3× Platin3   | —           | 210.000    | elportaldemusica.es  |
| Ungarn (MAHASZ)                                                                              | —          | —          | 11× Platin11 | —           | 44.000     | slagerlistak.hu      |
| Vereinigte Staaten (RIAA)                                                                    | —          | 8× Gold8   | 8× Platin8   | Diamant1    | 22.000.000 | riaa.com             |
| Vereinigtes Königreich (BPI)                                                                 | 3× Silber3 | 4× Gold4   | 6× Platin6   | —           | 4.900.000  | bpi.co.uk            |
| Insgesamt                                                                                    | 3× Silber3 | 34× Gold34 | 90× Platin90 | 4× Diamant4 |            |                      |